# Столыпин, Александр Аркадьевич
Алекса́ндр Арка́дьевич Столы́пин (1863 — 23 ноября 1925, Белград) — русский журналист, поэт и политик из рода Столыпиных. Младший брат премьер-министра П. А. Столыпина.

## Биография
Окончил историко-филологический факультет Санкт-Петербургского университета.
В 1882 году напечатал в «Вестнике Европы» несколько стихотворений, в 1899 — в «Русском Вестнике» поэму «Сандэлло» и ряд лирических стихотворений.
В 1902 году покинул поместье, где занимался сельским хозяйством, и начал сотрудничать в «Санкт-Петербургских ведомостях», затем редактировал эту газету. По требованию В. К. Плеве был отстранён от редактирования «С.-Петербургских Ведомостей» за «вредное направление».
С 1904 года — один из ведущих политиков «Союза 17 октября»  и постоянный сотрудник «Нового Времени», где проявил себя как националист и ярый ненавистник армян

С 1905 года редактор газеты Кавказ. 
Организовал и долгое время возглавлял добровольное общество «Русское зерно», которое занималось популяризацией прогрессивных методов ведения сельского хозяйства среди крестьянства: посылало крестьян на обучение к заграничным фермерам, награждало лучшие хозяйства премиями размером до 1000 рублей и т. п.
В 1914 в петербургском журнале «Столица и усадьба» (№ 1, 1913) вышла его статья «Средниково» о фамильной усадьбе Столыпиных.
После революции эмигрировал в Югославию.
Скончался 23 ноября 1925 года в Белграде; похоронен на Новом кладбище.
|                                |                                |                                |                                |                                |                                |  |  |                              |                              |                              |                              | Григорий Столыпин              |                              |  |  |                               |                               |                               |                               |                               |                               |                              |                              |                              |                              |                              |                              |                              |                              |                              |                              |                                |                                |                                |                                |                                |                                |                              |                              |                               |                               |                               |                               |                               |                               |  |  |                             |                             |                             |                             |                             |                             |  |  |                            |                            |                            |                            |                            |                            |  |  |                              |                              |                              |                              |                              |                              |  |  |                               |                               |                               |                               |                               |                               |
|                                |                                |                                |                                |                                |                                |  |  |                              |                              |                              |                              |                                |                              |  |  |                               |                               |                               |                               |                               |                               |                              |                              |                              |                              |                              |                              |                              |                              |                              |                              |                                |                                |                                |                                |                                |                                |                              |                              |                               |                               |                               |                               |                               |                               |  |  |                             |                             |                             |                             |                             |                             |  |  |                            |                            |                            |                            |                            |                            |  |  |                              |                              |                              |                              |                              |                              |  |  |                               |                               |                               |                               |                               |                               |
|                                |                                |                                |                                |                                |                                |  |  |                              |                              |                              |                              | Афанасий Григорьевич Столыпин  |                              |  |  |                               |                               |                               |                               |                               |                               |                              |                              |                              |                              |                              |                              |                              |                              |                              |                              |                                |                                |                                |                                |                                |                                |                              |                              |                               |                               |                               |                               |                               |                               |  |  |                             |                             |                             |                             |                             |                             |  |  |                            |                            |                            |                            |                            |                            |  |  |                              |                              |                              |                              |                              |                              |  |  |                               |                               |                               |                               |                               |                               |
|                                |                                |                                |                                |                                |                                |  |  |                              |                              |                              |                              |                                |                              |  |  |                               |                               |                               |                               |                               |                               |                              |                              |                              |                              |                              |                              |                              |                              |                              |                              |                                |                                |                                |                                |                                |                                |                              |                              |                               |                               |                               |                               |                               |                               |  |  |                             |                             |                             |                             |                             |                             |  |  |                            |                            |                            |                            |                            |                            |  |  |                              |                              |                              |                              |                              |                              |  |  |                               |                               |                               |                               |                               |                               |
|                                |                                |                                |                                |                                |                                |  |  |                              |                              |                              |                              | Сильвестр Афанасьевич Столыпин |                              |  |  |                               |                               |                               |                               |                               |                               |                              |                              |                              |                              |                              |                              |                              |                              |                              |                              |                                |                                |                                |                                |                                |                                |                              |                              |                               |                               |                               |                               |                               |                               |  |  |                             |                             |                             |                             |                             |                             |  |  |                            |                            |                            |                            |                            |                            |  |  |                              |                              |                              |                              |                              |                              |  |  |                               |                               |                               |                               |                               |                               |
|                                |                                |                                |                                |                                |                                |  |  |                              |                              |                              |                              |                                |                              |  |  |                               |                               |                               |                               |                               |                               |                              |                              |                              |                              |                              |                              |                              |                              |                              |                              |                                |                                |                                |                                |                                |                                |                              |                              |                               |                               |                               |                               |                               |                               |  |  |                             |                             |                             |                             |                             |                             |  |  |                            |                            |                            |                            |                            |                            |  |  |                              |                              |                              |                              |                              |                              |  |  |                               |                               |                               |                               |                               |                               |
|                                |                                |                                |                                |                                |                                |  |  |                              |                              |                              |                              |                                |                              |  |  |                               |                               |                               |                               |                               |                               |                              |                              |                              |                              |                              |                              |                              |                              |                              |                              |                                |                                |                                |                                |                                |                                |                              |                              |                               |                               |                               |                               |                               |                               |  |  |                             |                             |                             |                             |                             |                             |  |  |                            |                            |                            |                            |                            |                            |  |  |                              |                              |                              |                              |                              |                              |  |  |                               |                               |                               |                               |                               |                               |
| Василий Сильвестрович Столыпин | Василий Сильвестрович Столыпин | Василий Сильвестрович Столыпин | Василий Сильвестрович Столыпин | Василий Сильвестрович Столыпин | Василий Сильвестрович Столыпин |  |  |                              |                              |                              |                              |                                |                              |  |  |                               |                               |                               |                               |                               |                               |                              |                              | Семён Сильвестрович Столыпин | Семён Сильвестрович Столыпин | Семён Сильвестрович Столыпин | Семён Сильвестрович Столыпин | Семён Сильвестрович Столыпин | Семён Сильвестрович Столыпин |                              |                              |                                |                                |                                |                                |                                |                                |                              |                              |                               |                               |                               |                               |                               |                               |  |  |                             |                             |                             |                             |                             |                             |  |  |                            |                            |                            |                            |                            |                            |  |  |                              |                              |                              |                              |                              |                              |  |  |                               |                               |                               |                               |                               |                               |
| Василий Сильвестрович Столыпин | Василий Сильвестрович Столыпин | Василий Сильвестрович Столыпин | Василий Сильвестрович Столыпин | Василий Сильвестрович Столыпин | Василий Сильвестрович Столыпин |  |  |                              |                              |                              |                              |                                |                              |  |  |                               |                               |                               |                               |                               |                               |                              |                              | Семён Сильвестрович Столыпин | Семён Сильвестрович Столыпин | Семён Сильвестрович Столыпин | Семён Сильвестрович Столыпин | Семён Сильвестрович Столыпин | Семён Сильвестрович Столыпин |                              |                              |                                |                                |                                |                                |                                |                                |                              |                              |                               |                               |                               |                               |                               |                               |  |  |                             |                             |                             |                             |                             |                             |  |  |                            |                            |                            |                            |                            |                            |  |  |                              |                              |                              |                              |                              |                              |  |  |                               |                               |                               |                               |                               |                               |
| Александр Васильевич Столыпин  | Александр Васильевич Столыпин  | Александр Васильевич Столыпин  | Александр Васильевич Столыпин  | Александр Васильевич Столыпин  | Александр Васильевич Столыпин  |  |  |                              |                              |                              |                              |                                |                              |  |  |                               |                               |                               |                               |                               |                               |                              |                              | Емельян Семёнович Столыпин   | Емельян Семёнович Столыпин   | Емельян Семёнович Столыпин   | Емельян Семёнович Столыпин   | Емельян Семёнович Столыпин   | Емельян Семёнович Столыпин   |                              |                              |                                |                                |                                |                                |                                |                                |                              |                              |                               |                               |                               |                               |                               |                               |  |  |                             |                             |                             |                             |                             |                             |  |  |                            |                            |                            |                            |                            |                            |  |  |                              |                              |                              |                              |                              |                              |  |  |                               |                               |                               |                               |                               |                               |
| Александр Васильевич Столыпин  | Александр Васильевич Столыпин  | Александр Васильевич Столыпин  | Александр Васильевич Столыпин  | Александр Васильевич Столыпин  | Александр Васильевич Столыпин  |  |  |                              |                              |                              |                              |                                |                              |  |  |                               |                               |                               |                               |                               |                               |                              |                              | Емельян Семёнович Столыпин   | Емельян Семёнович Столыпин   | Емельян Семёнович Столыпин   | Емельян Семёнович Столыпин   | Емельян Семёнович Столыпин   | Емельян Семёнович Столыпин   |                              |                              |                                |                                |                                |                                |                                |                                |                              |                              |                               |                               |                               |                               |                               |                               |  |  |                             |                             |                             |                             |                             |                             |  |  |                            |                            |                            |                            |                            |                            |  |  |                              |                              |                              |                              |                              |                              |  |  |                               |                               |                               |                               |                               |                               |
|                                |                                |                                |                                |                                |                                |  |  |                              |                              |                              |                              |                                |                              |  |  |                               |                               |                               |                               |                               |                               |                              |                              |                              |                              |                              |                              |                              |                              |                              |                              |                                |                                |                                |                                |                                |                                |                              |                              |                               |                               |                               |                               |                               |                               |  |  |                             |                             |                             |                             |                             |                             |  |  |                            |                            |                            |                            |                            |                            |  |  |                              |                              |                              |                              |                              |                              |  |  |                               |                               |                               |                               |                               |                               |
| Данила Александрович Столыпин  | Данила Александрович Столыпин  | Данила Александрович Столыпин  | Данила Александрович Столыпин  | Данила Александрович Столыпин  | Данила Александрович Столыпин  |  |  |                              |                              |                              |                              |                                |                              |  |  |                               |                               |                               |                               | Дмитрий Емельянович Столыпин  | Дмитрий Емельянович Столыпин  | Дмитрий Емельянович Столыпин | Дмитрий Емельянович Столыпин | Дмитрий Емельянович Столыпин | Дмитрий Емельянович Столыпин |                              |                              | Алексей Емельянович Столыпин | Алексей Емельянович Столыпин | Алексей Емельянович Столыпин | Алексей Емельянович Столыпин | Алексей Емельянович Столыпин   | Алексей Емельянович Столыпин   |                                |                                | Мария Афанасьевна Мещеринова   | Мария Афанасьевна Мещеринова   | Мария Афанасьевна Мещеринова | Мария Афанасьевна Мещеринова | Мария Афанасьевна Мещеринова  | Мария Афанасьевна Мещеринова  |                               |                               |                               |                               |  |  |                             |                             |                             |                             |                             |                             |  |  |                            |                            |                            |                            |                            |                            |  |  |                              |                              |                              |                              |                              |                              |  |  |                               |                               |                               |                               |                               |                               |
| Данила Александрович Столыпин  | Данила Александрович Столыпин  | Данила Александрович Столыпин  | Данила Александрович Столыпин  | Данила Александрович Столыпин  | Данила Александрович Столыпин  |  |  |                              |                              |                              |                              |                                |                              |  |  |                               |                               |                               |                               | Дмитрий Емельянович Столыпин  | Дмитрий Емельянович Столыпин  | Дмитрий Емельянович Столыпин | Дмитрий Емельянович Столыпин | Дмитрий Емельянович Столыпин | Дмитрий Емельянович Столыпин |                              |                              | Алексей Емельянович Столыпин | Алексей Емельянович Столыпин | Алексей Емельянович Столыпин | Алексей Емельянович Столыпин | Алексей Емельянович Столыпин   | Алексей Емельянович Столыпин   |                                |                                | Мария Афанасьевна Мещеринова   | Мария Афанасьевна Мещеринова   | Мария Афанасьевна Мещеринова | Мария Афанасьевна Мещеринова | Мария Афанасьевна Мещеринова  | Мария Афанасьевна Мещеринова  |                               |                               |                               |                               |  |  |                             |                             |                             |                             |                             |                             |  |  |                            |                            |                            |                            |                            |                            |  |  |                              |                              |                              |                              |                              |                              |  |  |                               |                               |                               |                               |                               |                               |
|                                |                                |                                |                                |                                |                                |  |  |                              |                              |                              |                              |                                |                              |  |  |                               |                               |                               |                               |                               |                               |                              |                              |                              |                              |                              |                              |                              |                              |                              |                              |                                |                                |                                |                                |                                |                                |                              |                              |                               |                               |                               |                               |                               |                               |  |  |                             |                             |                             |                             |                             |                             |  |  |                            |                            |                            |                            |                            |                            |  |  |                              |                              |                              |                              |                              |                              |  |  |                               |                               |                               |                               |                               |                               |
|                                |                                |                                |                                |                                |                                |  |  |                              |                              |                              |                              |                                |                              |  |  |                               |                               |                               |                               |                               |                               |                              |                              |                              |                              |                              |                              |                              |                              |                              |                              |                                |                                |                                |                                |                                |                                |                              |                              |                               |                               |                               |                               |                               |                               |  |  |                             |                             |                             |                             |                             |                             |  |  |                            |                            |                            |                            |                            |                            |  |  |                              |                              |                              |                              |                              |                              |  |  |                               |                               |                               |                               |                               |                               |
| Григорий Данилович Столыпин    | Григорий Данилович Столыпин    | Григорий Данилович Столыпин    | Григорий Данилович Столыпин    | Григорий Данилович Столыпин    | Григорий Данилович Столыпин    |  |  | Наталья Алексеевна Столыпина | Наталья Алексеевна Столыпина | Наталья Алексеевна Столыпина | Наталья Алексеевна Столыпина | Наталья Алексеевна Столыпина   | Наталья Алексеевна Столыпина |  |  | Афанасий Алексеевич Столыпин  | Афанасий Алексеевич Столыпин  | Афанасий Алексеевич Столыпин  | Афанасий Алексеевич Столыпин  | Афанасий Алексеевич Столыпин  | Афанасий Алексеевич Столыпин  |                              |                              | Михаил Васильевич Арсеньев   | Михаил Васильевич Арсеньев   | Михаил Васильевич Арсеньев   | Михаил Васильевич Арсеньев   | Михаил Васильевич Арсеньев   | Михаил Васильевич Арсеньев   |                              |                              | Елизавета Алексеевна Столыпина | Елизавета Алексеевна Столыпина | Елизавета Алексеевна Столыпина | Елизавета Алексеевна Столыпина | Елизавета Алексеевна Столыпина | Елизавета Алексеевна Столыпина |                              |                              | Александр Алексеевич Столыпин | Александр Алексеевич Столыпин | Александр Алексеевич Столыпин | Александр Алексеевич Столыпин | Александр Алексеевич Столыпин | Александр Алексеевич Столыпин |  |  | Аркадий Алексеевич Столыпин | Аркадий Алексеевич Столыпин | Аркадий Алексеевич Столыпин | Аркадий Алексеевич Столыпин | Аркадий Алексеевич Столыпин | Аркадий Алексеевич Столыпин |  |  | Пётр Алексеевич Столыпин   | Пётр Алексеевич Столыпин   | Пётр Алексеевич Столыпин   | Пётр Алексеевич Столыпин   | Пётр Алексеевич Столыпин   | Пётр Алексеевич Столыпин   |  |  | Николай Алексеевич Столыпин  | Николай Алексеевич Столыпин  | Николай Алексеевич Столыпин  | Николай Алексеевич Столыпин  | Николай Алексеевич Столыпин  | Николай Алексеевич Столыпин  |  |  | Дмитрий Алексеевич Столыпин   | Дмитрий Алексеевич Столыпин   | Дмитрий Алексеевич Столыпин   | Дмитрий Алексеевич Столыпин   | Дмитрий Алексеевич Столыпин   | Дмитрий Алексеевич Столыпин   |
| Григорий Данилович Столыпин    | Григорий Данилович Столыпин    | Григорий Данилович Столыпин    | Григорий Данилович Столыпин    | Григорий Данилович Столыпин    | Григорий Данилович Столыпин    |  |  | Наталья Алексеевна Столыпина | Наталья Алексеевна Столыпина | Наталья Алексеевна Столыпина | Наталья Алексеевна Столыпина | Наталья Алексеевна Столыпина   | Наталья Алексеевна Столыпина |  |  | Афанасий Алексеевич Столыпин  | Афанасий Алексеевич Столыпин  | Афанасий Алексеевич Столыпин  | Афанасий Алексеевич Столыпин  | Афанасий Алексеевич Столыпин  | Афанасий Алексеевич Столыпин  |                              |                              | Михаил Васильевич Арсеньев   | Михаил Васильевич Арсеньев   | Михаил Васильевич Арсеньев   | Михаил Васильевич Арсеньев   | Михаил Васильевич Арсеньев   | Михаил Васильевич Арсеньев   |                              |                              | Елизавета Алексеевна Столыпина | Елизавета Алексеевна Столыпина | Елизавета Алексеевна Столыпина | Елизавета Алексеевна Столыпина | Елизавета Алексеевна Столыпина | Елизавета Алексеевна Столыпина |                              |                              | Александр Алексеевич Столыпин | Александр Алексеевич Столыпин | Александр Алексеевич Столыпин | Александр Алексеевич Столыпин | Александр Алексеевич Столыпин | Александр Алексеевич Столыпин |  |  | Аркадий Алексеевич Столыпин | Аркадий Алексеевич Столыпин | Аркадий Алексеевич Столыпин | Аркадий Алексеевич Столыпин | Аркадий Алексеевич Столыпин | Аркадий Алексеевич Столыпин |  |  | Пётр Алексеевич Столыпин   | Пётр Алексеевич Столыпин   | Пётр Алексеевич Столыпин   | Пётр Алексеевич Столыпин   | Пётр Алексеевич Столыпин   | Пётр Алексеевич Столыпин   |  |  | Николай Алексеевич Столыпин  | Николай Алексеевич Столыпин  | Николай Алексеевич Столыпин  | Николай Алексеевич Столыпин  | Николай Алексеевич Столыпин  | Николай Алексеевич Столыпин  |  |  | Дмитрий Алексеевич Столыпин   | Дмитрий Алексеевич Столыпин   | Дмитрий Алексеевич Столыпин   | Дмитрий Алексеевич Столыпин   | Дмитрий Алексеевич Столыпин   | Дмитрий Алексеевич Столыпин   |
|                                |                                |                                |                                |                                |                                |  |  |                              |                              |                              |                              |                                |                              |  |  |                               |                               |                               |                               |                               |                               |                              |                              |                              |                              |                              |                              |                              |                              |                              |                              |                                |                                |                                |                                |                                |                                |                              |                              |                               |                               |                               |                               |                               |                               |  |  |                             |                             |                             |                             |                             |                             |  |  |                            |                            |                            |                            |                            |                            |  |  |                              |                              |                              |                              |                              |                              |  |  |                               |                               |                               |                               |                               |                               |
|                                |                                |                                |                                |                                |                                |  |  |                              |                              |                              |                              |                                |                              |  |  |                               |                               |                               |                               |                               |                               |                              |                              |                              |                              |                              |                              |                              |                              |                              |                              |                                |                                |                                |                                |                                |                                |                              |                              |                               |                               |                               |                               |                               |                               |  |  |                             |                             |                             |                             |                             |                             |  |  |                            |                            |                            |                            |                            |                            |  |  |                              |                              |                              |                              |                              |                              |  |  |                               |                               |                               |                               |                               |                               |
| Алексей Илларионович Философов | Алексей Илларионович Философов | Алексей Илларионович Философов | Алексей Илларионович Философов | Алексей Илларионович Философов | Алексей Илларионович Философов |  |  | Анна Григорьевна Философова  | Анна Григорьевна Философова  | Анна Григорьевна Философова  | Анна Григорьевна Философова  | Анна Григорьевна Философова    | Анна Григорьевна Философова  |  |  | Наталья Афанасьевна Столыпина | Наталья Афанасьевна Столыпина | Наталья Афанасьевна Столыпина | Наталья Афанасьевна Столыпина | Наталья Афанасьевна Столыпина | Наталья Афанасьевна Столыпина |                              |                              | Юрий Петрович Лермонтов      | Юрий Петрович Лермонтов      | Юрий Петрович Лермонтов      | Юрий Петрович Лермонтов      | Юрий Петрович Лермонтов      | Юрий Петрович Лермонтов      |                              |                              | Мария Михайловна Арсеньева     | Мария Михайловна Арсеньева     | Мария Михайловна Арсеньева     | Мария Михайловна Арсеньева     | Мария Михайловна Арсеньева     | Мария Михайловна Арсеньева     |                              |                              | Алексей Аркадьевич Столыпин   | Алексей Аркадьевич Столыпин   | Алексей Аркадьевич Столыпин   | Алексей Аркадьевич Столыпин   | Алексей Аркадьевич Столыпин   | Алексей Аркадьевич Столыпин   |  |  | Дмитрий Аркадьевич Столыпин | Дмитрий Аркадьевич Столыпин | Дмитрий Аркадьевич Столыпин | Дмитрий Аркадьевич Столыпин | Дмитрий Аркадьевич Столыпин | Дмитрий Аркадьевич Столыпин |  |  | Мария Аркадьевна Столыпина | Мария Аркадьевна Столыпина | Мария Аркадьевна Столыпина | Мария Аркадьевна Столыпина | Мария Аркадьевна Столыпина | Мария Аркадьевна Столыпина |  |  | Наталья Михайловна Горчакова | Наталья Михайловна Горчакова | Наталья Михайловна Горчакова | Наталья Михайловна Горчакова | Наталья Михайловна Горчакова | Наталья Михайловна Горчакова |  |  | Аркадий Дмитриевич Столыпин   | Аркадий Дмитриевич Столыпин   | Аркадий Дмитриевич Столыпин   | Аркадий Дмитриевич Столыпин   | Аркадий Дмитриевич Столыпин   | Аркадий Дмитриевич Столыпин   |
| Алексей Илларионович Философов | Алексей Илларионович Философов | Алексей Илларионович Философов | Алексей Илларионович Философов | Алексей Илларионович Философов | Алексей Илларионович Философов |  |  | Анна Григорьевна Философова  | Анна Григорьевна Философова  | Анна Григорьевна Философова  | Анна Григорьевна Философова  | Анна Григорьевна Философова    | Анна Григорьевна Философова  |  |  | Наталья Афанасьевна Столыпина | Наталья Афанасьевна Столыпина | Наталья Афанасьевна Столыпина | Наталья Афанасьевна Столыпина | Наталья Афанасьевна Столыпина | Наталья Афанасьевна Столыпина |                              |                              | Юрий Петрович Лермонтов      | Юрий Петрович Лермонтов      | Юрий Петрович Лермонтов      | Юрий Петрович Лермонтов      | Юрий Петрович Лермонтов      | Юрий Петрович Лермонтов      |                              |                              | Мария Михайловна Арсеньева     | Мария Михайловна Арсеньева     | Мария Михайловна Арсеньева     | Мария Михайловна Арсеньева     | Мария Михайловна Арсеньева     | Мария Михайловна Арсеньева     |                              |                              | Алексей Аркадьевич Столыпин   | Алексей Аркадьевич Столыпин   | Алексей Аркадьевич Столыпин   | Алексей Аркадьевич Столыпин   | Алексей Аркадьевич Столыпин   | Алексей Аркадьевич Столыпин   |  |  | Дмитрий Аркадьевич Столыпин | Дмитрий Аркадьевич Столыпин | Дмитрий Аркадьевич Столыпин | Дмитрий Аркадьевич Столыпин | Дмитрий Аркадьевич Столыпин | Дмитрий Аркадьевич Столыпин |  |  | Мария Аркадьевна Столыпина | Мария Аркадьевна Столыпина | Мария Аркадьевна Столыпина | Мария Аркадьевна Столыпина | Мария Аркадьевна Столыпина | Мария Аркадьевна Столыпина |  |  | Наталья Михайловна Горчакова | Наталья Михайловна Горчакова | Наталья Михайловна Горчакова | Наталья Михайловна Горчакова | Наталья Михайловна Горчакова | Наталья Михайловна Горчакова |  |  | Аркадий Дмитриевич Столыпин   | Аркадий Дмитриевич Столыпин   | Аркадий Дмитриевич Столыпин   | Аркадий Дмитриевич Столыпин   | Аркадий Дмитриевич Столыпин   | Аркадий Дмитриевич Столыпин   |
|                                |                                |                                |                                |                                |                                |  |  |                              |                              |                              |                              |                                |                              |  |  |                               |                               |                               |                               |                               |                               |                              |                              |                              |                              |                              |                              |                              |                              |                              |                              |                                |                                |                                |                                |                                |                                |                              |                              |                               |                               |                               |                               |                               |                               |  |  |                             |                             |                             |                             |                             |                             |  |  |                            |                            |                            |                            |                            |                            |  |  |                              |                              |                              |                              |                              |                              |  |  |                               |                               |                               |                               |                               |                               |
|                                |                                |                                |                                |                                |                                |  |  |                              |                              |                              |                              |                                |                              |  |  |                               |                               |                               |                               |                               |                               |                              |                              |                              |                              |                              |                              |                              |                              |                              |                              |                                |                                |                                |                                |                                |                                |                              |                              |                               |                               |                               |                               |                               |                               |  |  |                             |                             |                             |                             |                             |                             |  |  |                            |                            |                            |                            |                            |                            |  |  |                              |                              |                              |                              |                              |                              |  |  |                               |                               |                               |                               |                               |                               |
|                                |                                |                                |                                |                                |                                |  |  |                              |                              |                              |                              |                                |                              |  |  |                               |                               |                               |                               |                               |                               |                              |                              |                              |                              |                              |                              | М. Ю. Лермонтов              | М. Ю. Лермонтов              | М. Ю. Лермонтов              | М. Ю. Лермонтов              | М. Ю. Лермонтов                | М. Ю. Лермонтов                |                                |                                |                                |                                |                              |                              |                               |                               |                               |                               |                               |                               |  |  |                             |                             |                             |                             |                             |                             |  |  | Ольга Борисовна Нейдгардт  | Ольга Борисовна Нейдгардт  | Ольга Борисовна Нейдгардт  | Ольга Борисовна Нейдгардт  | Ольга Борисовна Нейдгардт  | Ольга Борисовна Нейдгардт  |  |  | Пётр Аркадьевич Столыпин     | Пётр Аркадьевич Столыпин     | Пётр Аркадьевич Столыпин     | Пётр Аркадьевич Столыпин     | Пётр Аркадьевич Столыпин     | Пётр Аркадьевич Столыпин     |  |  | Александр Аркадьевич Столыпин | Александр Аркадьевич Столыпин | Александр Аркадьевич Столыпин | Александр Аркадьевич Столыпин | Александр Аркадьевич Столыпин | Александр Аркадьевич Столыпин |
|                                |                                |                                |                                |                                |                                |  |  |                              |                              |                              |                              |                                |                              |  |  |                               |                               |                               |                               |                               |                               |                              |                              |                              |                              |                              |                              | М. Ю. Лермонтов              | М. Ю. Лермонтов              | М. Ю. Лермонтов              | М. Ю. Лермонтов              | М. Ю. Лермонтов                | М. Ю. Лермонтов                |                                |                                |                                |                                |                              |                              |                               |                               |                               |                               |                               |                               |  |  |                             |                             |                             |                             |                             |                             |  |  | Ольга Борисовна Нейдгардт  | Ольга Борисовна Нейдгардт  | Ольга Борисовна Нейдгардт  | Ольга Борисовна Нейдгардт  | Ольга Борисовна Нейдгардт  | Ольга Борисовна Нейдгардт  |  |  | Пётр Аркадьевич Столыпин     | Пётр Аркадьевич Столыпин     | Пётр Аркадьевич Столыпин     | Пётр Аркадьевич Столыпин     | Пётр Аркадьевич Столыпин     | Пётр Аркадьевич Столыпин     |  |  | Александр Аркадьевич Столыпин | Александр Аркадьевич Столыпин | Александр Аркадьевич Столыпин | Александр Аркадьевич Столыпин | Александр Аркадьевич Столыпин | Александр Аркадьевич Столыпин |
|                                |                                |                                |                                |                                |                                |  |  |                              |                              |                              |                              |                                |                              |  |  |                               |                               |                               |                               |                               |                               |                              |                              |                              |                              |                              |                              |                              |                              |                              |                              |                                |                                |                                |                                |                                |                                |                              |                              |                               |                               |                               |                               |                               |                               |  |  |                             |                             |                             |                             |                             |                             |  |  |                            |                            |                            |                            |                            |                            |  |  |                              |                              |                              |                              |                              |                              |  |  |                               |                               |                               |                               |                               |                               |
|                                |                                |                                |                                |                                |                                |  |  |                              |                              |                              |                              |                                |                              |  |  |                               |                               |                               |                               |                               |                               |                              |                              |                              |                              |                              |                              |                              |                              |                              |                              |                                |                                |                                |                                |                                |                                |                              |                              |                               |                               |                               |                               |                               |                               |  |  |                             |                             |                             |                             |                             |                             |  |  |                            |                            |                            |                            |                            |                            |  |  |                              |                              |                              |                              |                              |                              |  |  |                               |                               |                               |                               |                               |                               |
|                                |                                |                                |                                |                                |                                |  |  |                              |                              |                              |                              |                                |                              |  |  |                               |                               |                               |                               |                               |                               |                              |                              |                              |                              |                              |                              |                              |                              |                              |                              | Мария                          | Мария                          | Мария                          | Мария                          | Мария                          | Мария                          |                              |                              | Наталья                       | Наталья                       | Наталья                       | Наталья                       | Наталья                       | Наталья                       |  |  | Елена                       | Елена                       | Елена                       | Елена                       | Елена                       | Елена                       |  |  | Ольга                      | Ольга                      | Ольга                      | Ольга                      | Ольга                      | Ольга                      |  |  | Александра                   | Александра                   | Александра                   | Александра                   | Александра                   | Александра                   |  |  | Аркадий                       | Аркадий                       | Аркадий                       | Аркадий                       | Аркадий                       | Аркадий                       |

## Семья
Сын Аркадий (1894—1990). Окончил 6-ю Санкт-Петербургскую гимназию и Пажеский корпус (1915). Служил поручиком 17-го драгунского полка, позже — в Сводном полку Кавказской кавалерийской дивизии. Участник Белого движения. В августе 1919 произведен в штаб-ротмистры. В 1920 был тяжело ранен, эвакуирован из Крыма на корабле «Румянцев». Жил в Югославии (Белград), в 1944 переехал в Австрию, а в 1945 осел в Швейцарии. Умер 8 сентября 1990 в Монтре. Автор рассказа «Записки драгунского офицера».